# Omorgus granulatus
Omorgus granulatus là một loài bọ cánh cứng trong họ Trogidae. Nó xuất hiện ở Ấn Độ và Sri Lanka.